# Impactos ambientais das barragens

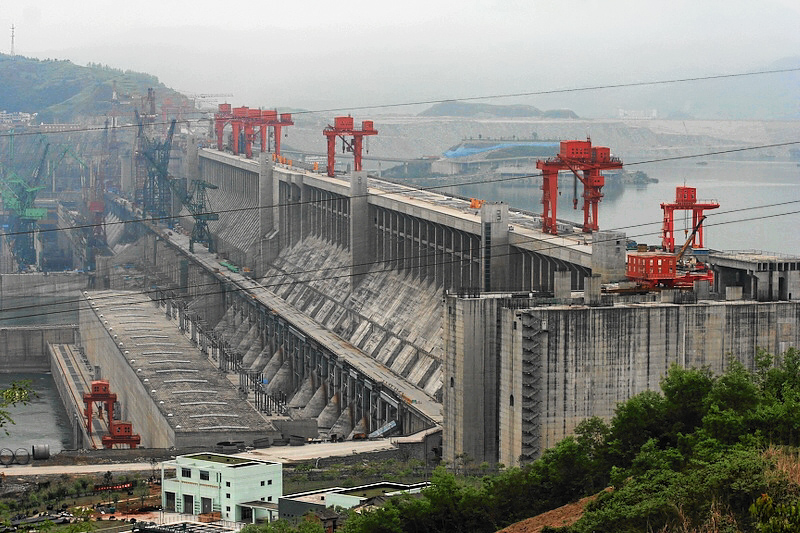
Barragem das Três Gargantas

Os impactos ambientais das barragens têm tido uma renovada examinação nos anos recentes.
Os proponentes de barragens têm referido, historicamente, que estas melhoram o estado da energia relacionada com a água e dos problemas ambientais por permitirem, por exemplo, a produção de energia hidroeléctrica e aumentando o fornecimento de água para irrigação.
No entanto, recentemente, os impactos negativos das barragens têm estado em foco cada vez mais. Discussões sobre se os projectos de barragens são, em última medida, benéficos ou prejudiciais para o ambiente e para as populações humanas que as rodeiam emergiram com particular gravidade após vários debates públicos sobre a construção da Barragem das Três Gargantas, na China, e outros projectos similares na Ásia, África e América Latina.
Na avaliação dos efeitos das barragens, os especialistas apontam as vantagens e desvantagens desses empreendimentos, em termos de impactos a montante e a jusante, apesar de muitas vezes os efeitos estarem interligados, não podendo ser categorizados de maneira simples.